# Fort Nelson River
Der Fort Nelson River ist ein etwa 250 km (517 km einschließlich des Quellflusses Sikanni Chief River) langer rechter Nebenfluss des Liard River in British Columbia.

## Flusslauf
Der Fort Nelson River entwässert ein Gebiet von 55.900 km² und entsteht durch die Vereinigung der Flüsse Fontas River und Sikanni Chief River. Er wurde nach der Stadt Fort Nelson benannt und fließt hauptsächlich durch flaches Land. Die wichtigsten Nebenflüsse des Fort Nelson River sind der Sahtaneh River und der Muskwa River.